# Peter Jahn
Peter Jahn (* 1941 in Küstrin) ist ein deutscher Historiker. Schwerpunkt seiner Tätigkeit ist Osteuropa, insbesondere der deutsche Krieg gegen die Sowjetunion 1941–1945 und seine Stellung im kollektiven Gedächtnis der beteiligten Völker.

## Leben
Peter Jahn wuchs in Berlin auf. Ab 1963 studierte er osteuropäische Geschichte, Neuere Geschichte und Slawistik an der Freien Universität Berlin und in St. Petersburg (damals Leningrad) und  promovierte 1974. Von 1975 bis 1980 war er wissenschaftlicher Assistent am Otto-Suhr-Institut der FU Berlin. Danach arbeitete er an Forschungs- und Ausstellungsprojekten der FU Berlin, der Universität Mannheim und des Projektes Topographie des Terrors.
Ab 1993 war er an der Gestaltung der Dauerausstellung im deutsch-russischen Museum Berlin-Karlshorst beteiligt, dessen Leitung er mit der Eröffnung 1995 übernahm, bis er 2006 in den Ruhestand ging. Anschließend leitete er das Ausstellungsprojekt Unsere Russen – Unsere Deutschen, das von Dezember 2007 bis März 2008 im Schloss Charlottenburg zu sehen war.
Peter Jahn ist Mitglied des Beirats von Kontakte-Контакты e. V. – Verein für Kontakte zu Ländern der ehemaligen Sowjetunion. Er engagiert sich, zusammen mit Daniel Ziemer und Florian Wieler, maßgeblich in der Initiative Gedenkort für die Opfer der NS-Lebensraumpolitik.

## Veröffentlichungen
- Russophilie und Konservatismus. Die russophile Literatur in der deutschen Öffentlichkeit 1831–1852. Klett-Cotta, Stuttgart 1980, ISBN 3-12-912170-6.
- mit Detlev Brunner (Hrsg.): Die Gewerkschaften in der Endphase der Republik 1930–1933 (= Quellen zur Geschichte der deutschen Gewerkschaftsbewegung im 20. Jahrhundert, Bd. 4). Dietz, Bonn 1988, ISBN 3-7663-0904-8.
- Peter Jahn und Reinhard Rürup (Hrsg.): Erobern und Vernichten. Der Krieg gegen die Sowjetunion 1941–1945. Argon, Berlin 1992, ISBN 3-87024-189-6.
- Peter Jahn (Hrsg.): Bersarin Nikolaj. Elefanten Press, Berlin 1999, ISBN 3-88520-753-2.
- Peter Jahn (Hrsg.) und Henning Langenheim [Ill.]: Mordfelder : Orte der Vernichtung im Krieg gegen die Sowjetunion = Polja smerti (Text dt. und russ., zahlr. Illustrationen). Elefanten Press, Berlin 1999, ISBN 3-88520-732-X.
- Peter Jahn (Hrsg.): Stalingrad erinnern – Stalingrad im deutschen und im russischen Gedächtnis. Links, Berlin 2003, ISBN 3-86153-309-X.
- Peter Jahn (Hrsg.): Juni 1941: Der Tiefe Schnitt. Espresso, Berlin 2004, ISBN 3-88520-792-3.
- Peter Jahn (Hrsg.): Blockade Leningrads 1941–1944. Dossiers. Links, Berlin 2004, ISBN 3-86153-324-3.
- Triumph und Trauma – Sowjetische und postsowjetische Erinnerung an den Krieg 1941–1945. Links, Berlin 2005, ISBN 3-86153-356-1.
- Peter Jahn/Florian Weiler/Daniel Ziemer (Hrsg.): Der deutsche Krieg um „Lebensraum im Osten“ 1939–1945. Metropol, Berlin 2017, ISBN 978-3-86331-359-3.